# Кромлех при Баня
Кромлехът се намира до пътя за с. Баня (Област Бургас) на левия бряг на река Вая, северно от нос Емине. Идеята за неговото изграждане е на жителите на селото, които решават да изградят по-нетрадиционно място за почивка за туристите.

## Описание и особености
Мегалитното съоръжение има леко елиптична форма с диаметри съответно 7 m и 10 m. Менхирите, които маркират мегалитния кръг са 7 на брой и имат височина 0,7 – 1,1 m, като най-ниският е висок 0,5 m. Повечето менхири имат плочест вид (вертикално забити плочи с дебелина около 0.2 m) с неправилни очертания и наподобяват на менхирите от съоръжението при село Долни Главанак.
Два от менхирите имат конична форма и наподобяват самотния менхир при село Овчарово в Сакар планина, както и някои менхири, запазени и до днес на голото поле южно от Плиска. На 2 m северозападно от кромлеха се издига менхир, състоящ се от две части с обща височина 1,25 m. За сега този менхир е единственият от такъв вид на територията на България. Според Цонев този обособен външен менхир заедно с центъра на кромлеха дефинира югоизточна посока, която е близка до слънчевия изгрев при Зимното слънцестоене.

## Опазване и консервация
Любомир Цонев посещава мястото на обекта през лятото на 2013 г. и съобщава, че около кромлеха са струпани множество полегнали плочи, някои от които вероятно са просто съборени, но повечето изглежда са премествани и струпани с тежки пътностроителни машини при прокарването на пътя. Най-често тези каменни блокове са дълги поне 1 m, сравнително добре оформени, като някои имат правоъгълни, а други имат трапецовидни или триъгълни очертания. Тогава Цонев няма информация, че кромлехът е изграден по инициатива на местните жители от село Баня..